# میروسلاو کادلتس
میروسلاو کادلتس (چکی: Miroslav Kadlec؛ زادهٔ ۲۲ ژوئن ۱۹۶۴) بازیکن فوتبال اهل جمهوری چک بود.
از باشگاه‌هایی که در آن بازی کرده‌است می‌توان به باشگاه فوتبال کایزرسلاوترن و باشگاه فوتبال زبرویوفکا برنو اشاره کرد.
وی همچنین در تیم‌های ملی فوتبال چکسلواکی و جمهوری چک بازی کرده‌است.